# برنهارد بريم
برنهارد بريم (بالإنجليزية: Bernhard Preim)‏ (مواليد 1969) وهو متخصص في تصميم التفاعل بين الإنسان والحاسوب وكذلك في الحوسبة البصرية للطب. وهو حاليا أستاذ التصوير في جامعة أوتو فون-غريكي ماغديبورغ، ألمانيا.
حصل بريم على دبلوم في علم الحاسوب في عام 1994 وحصل على الدكتوراه في 1998 من جامعة أوتو فون غريكه ماغدبورغ (كانت أطروحته بعنوان «الرسوم التوضيحية التفاعلية والرسوم المتحركة لاستكشاف العلاقات المكانية»، تحت إشراف توماس ستروتوت). وفي عام 1999، التحق بموظفي MeVis (مركز نظام التشخيص الطبي والتصوير البصري، برئاسة هاينز أوتو بيتجن). وبالتعاون الوثيق مع أطباء الأشعة والجراحين، قام بتوجيه العمل حول «التخطيط بمساعدة الكمبيوتر في جراحة الكبد» وبدأ العديد من المشاريع الممولة من قبل مجلس الأبحاث الألماني في مجال الجراحة بمساعدة الكمبيوتر. في يونيو 2002، حصل على درجة التأهيل لعلوم الكمبيوتر من جامعة بريمن. منذ مارس 2003 عمل أستاذاً في «التصوير» في قسم علوم الكمبيوتر في جامعة أوتو فون غريكه في ماغديبورغ، كما ترأس مجموعة بحثية تركز على التصور الطبي والتطبيقات في مجال التعليم الجراحي وتخطيط الجراحة. تم تلخيص هذه التطورات في كتاب شامل عن التصوير في الطب باستخدام الكمبيوتر (كان يشاركه في ذلك الكتاب ديرك بارتز)، والذي ظهر في مورغان كوفمان في يونيو 2007.
كان بيرنهارد بريم مؤسس مجموعة عمل التصور الطبي في الجمعية الألمانية لعلوم الكمبيوتر (2003–2012). وهو رئيس المجلس الاستشاري العلمي ICCAS ومنذ عام 2013 كان رئيس CURAC (الجمعية الألمانية للجراحة بمساعدة الحاسوب والروبوتات). كان بريم أستاذأ في جامعة بريمن حيث كان يتعاون بشكل وثيق مع MeVis للبحوث (الآن Fraunhofer MEVIS). أسس بريم سلسلة حلقات عمل تسمى "VCBM Eurographics" بالتعاون مع شارل بوثا

## وصلات خارجية
- Information on Preim
- Google Scholar results for Bernhard Preim